# Eugène de Mévius
David Gustave Eugène de Mevius (Brussel, 20 april 1857 - Rhisnes, 8 mei 1936) was een Belgisch senator.

## Biografie

### Familie
Eugène de Mévius was een telg uit het geslacht de Mévius en een zoon van Gustave de Mévius (1834-1877) en Léonie Bosquet (1835-1923), dochter van Gustave Bosquet. Zijn vader was provincieraadslid en gouverneur van Namen en verkreeg in 1871 adelserkenning met de titel van baron voor hem en al zijn nakomelingen. Hij was beroepshalve brouwer en trouwde in 1881 in Wespelaar met zijn nicht Amélie Willems (1859-1947), dochter van Edmond Willems, burgemeester van Wespelaar, senator en eigenaar van de Brouwerij Artois. Ze kregen twee zoons en drie dochters.
- Gustave de Mévius (1882-1931), trouwde in 1921 in Brussel met gravin Isabelle de Lalaing (1896-1929), dochter van graaf Charles-Maximilien de Lalaing, diplomaat. Ze kregen drie zoons en twee dochters, met afstammelingen tot heden.
- Marthe de Mévius (1885-1955), trouwde in 1906 in Elsene met graaf Etienne van der Straten Ponthoz (1882-1965). Ze kregen twee zoons en een dochter, met afstammelingen tot heden.
- Elisabeth de Mévius (1890-1994), trouwde in 1913 in Brussel met Franz (François) de Haas de Teichen (1889-1985), kunstenaar. Ze kregen een zoon en een dochter, met afstammelingen tot heden.

Het huwelijk ligt aan de basis van de rijkdom van de familie de Mévius, die samen met de families de Spoelberch en Van Damme de belangrijkste aandeelhouders zijn van AB InBev, de grootste brouwerij ter wereld. De families worden tot de rijkste van België gerekend.
De Mévius was een schoonbroer van burggraaf Octave Le Sergeant d'Hendecourt, volksvertegenwoordiger.

### Politieke loopbaan
De Mévius was provincieraadslid (1884-1910) en voorzitter van de provincieraad van Namen.
In 1910 werd hij verkozen tot katholiek senator voor het arrondissement Namen-Dinant-Philippeville en vervulde dit mandaat tot in 1936.